# Isskruning
Isskruning betegner det fænomen, at is dannet af drivende isstykker er blevet presset eller skruet sammen og opad af kraften fra vind og strøm.
Når vinden sætter de tunge isflager i drift, støder flagerne mod hinanden eller mod kyster, hvor de kan brække i stykker og tårne sig op i mange meter høje isskruninger.
Isskruninger kan føre til, at skibsskrog knuses.